# Paweł Cygler

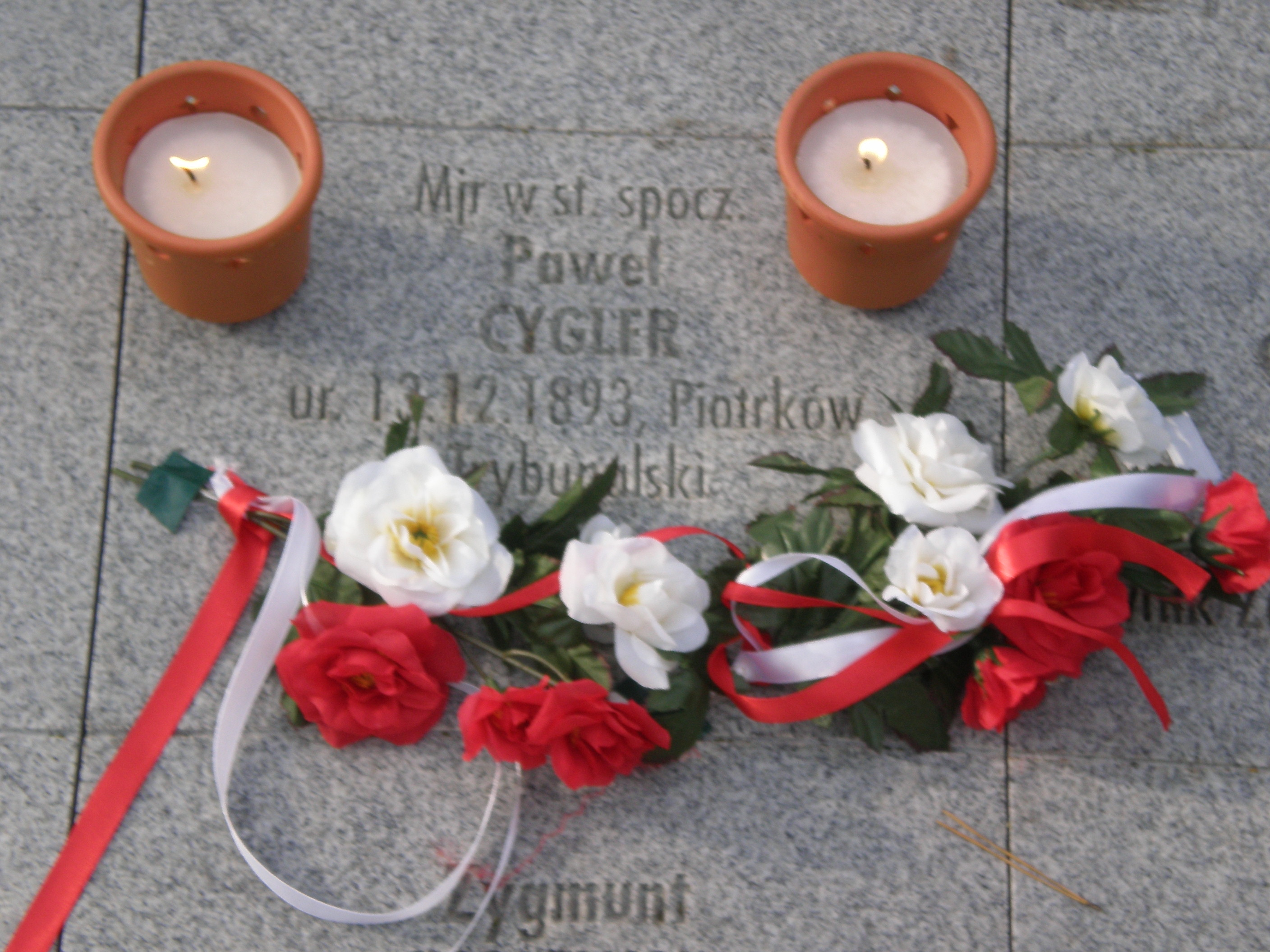
Epitafium Pawła Cyglera w Bykowni

Paweł Szczęsny Cygler (ur. 13 grudnia 1893 w Piotrkowie, zm. wiosną 1940 w Kijowie) – major piechoty Wojska Polskiego, działacz niepodległościowy, ofiara zbrodni katyńskiej.

## Życiorys
Urodził się 13 grudnia 1893 w Piotrkowie jako syn Mikołaja i Anastazji z Soleckich.
Służył w Legionie Puławskim. Po odzyskaniu przez Polskę niepodległości, jako były żołnierz Armii Imperium Rosyjskiego, został przyjęty do Wojska Polskiego w stopniu podporucznika. Brał udział w wojnie polsko-bolszewickiej. Został awansowany do stopnia kapitana piechoty ze starszeństwem z dniem 1 czerwca 1919. W 1923, 1924 był przydzielony do 23 pułku piechoty w garnizonie Włodzimierz Wołyński. Został awansowany do stopnia majora piechoty ze starszeństwem z dniem 1 stycznia 1927. W maju 1927 został wyznaczony w 23 pp na stanowisko oficera przysposobienia wojskowego.
W kwietniu 1928 został przeniesiony do 59 pułku piechoty w Inowrocławiu na stanowisko dowódcy II batalionu. W październiku 1931 został przeniesiony na stanowisko oficera placu w Tarnowie. W 1932 zajmowane przez niego stanowisko służbowe otrzymało nazwę „komendant placu”. W marcu 1934 został zwolniony z zajmowanego stanowiska i oddany do dyspozycji dowódcy Okręgu Korpusu Nr V. Na podstawie orzeczenia Komisji Wojskowo–Lekarskiej przy Ministrze Spraw Wojskowych dla wojskowych zawodowych z dnia 16 maja 1934, z dniem 31 lipca 1934 przeniesiony w stan spoczynku. Ostatnio zamieszkały w Łucku.
Po wybuchu II wojny światowej, kampanii wrześniowej 1939 i agresji ZSRR na Polskę z 17 września 1939 został aresztowany przez UNKWD rejonu sarneńskiego. Śledztwo wszczęto 8 kwietnia 1940, oskarżony z § 54-13. Więziony w Równem skąd 31 maja 1940 wywieziony do więzienia w Kijowie; akta śledcze 12 maja 1940 przekazano do Kijowa (NKWD USRR), a następnie 28 maja 1940 do NKWD ZSRR. Na wiosnę 1940 został zamordowany przez NKWD. Jego nazwisko znalazło się na tzw. Ukraińskiej Liście Katyńskiej opublikowanej w 1994 (został wymieniony na liście wywózkowej 67/1-113 oznaczony numerem 3164). Ofiary tej części zbrodni katyńskiej zostały pochowane na otwartym w 2012 Polskim Cmentarzu Wojennym w Kijowie-Bykowni.

## Życie osobiste
7 września 1927 w kościele parafialnym w Chełmie zawarł związek małżeński z Julią Ładysławą z Łupińskich (ur. 25 września 1904, zm. 18 kwietnia 1963). Z tego związku dnia 13 czerwca 1928 urodził się syn Paweł Antoni Cygler. .

## Ordery i odznaczenia
- Krzyż Niepodległości – 16 marca 1937 „za pracę w dziele odzyskania niepodległości”[18], zamiast uprzednio nadanego Medalu Niepodległości[19]
- Krzyż Walecznych trzykrotnie
- Medal Pamiątkowy za Wojnę 1918–1921[14]
- Medal Dziesięciolecia Odzyskanej Niepodległości[14]
- Odznaka I Korpusu dla byłych żołnierzy Legionu Puławskiego[14]
- łotewski Medal Pamiątkowy 1918-1928 – 6 sierpnia 1929[20]
- Medal Zwycięstwa[14]
- Order Świętego Stanisława III klasy z mieczami i kokardą (Imperium Rosyjskie)[14]
- Odznako-wstążeczka amarantowa Legii Honorowej I klasy (III Republika Francuska)[14]

## Awans pośmiertny
7 kwietnia 2022 sekretarz stanu w Ministerstwie Obrony Narodowej Wojciech Skurkiewicz, działając z upoważnienia ministra obrony narodowej, mianował go pośmiertnie na stopień podpułkownika.